# Леандро Куфре
Леандро Куфре (ісп. Leandro Cufré, нар. 9 травня 1978, Ла-Плата) — аргентинський футболіст, що грав на позиції захисника. Виступав, зокрема, за клуби «Хімнасія і Есгріма», «Рома» та «Монако», а також національну збірну Аргентини, у складі якої був учасником чемпіонату світу 2006 року.
По завершенні ігрової кар'єри — тренер.

## Клубна кар'єра
Вихованець футбольної школи клубу «Хімнасія і Есгріма» з рідного міста. Дорослу футбольну кар'єру розпочав 1996 року в основній команді того ж клубу, в якій провів п'ять сезонів, взявши участь у 131 матчі чемпіонату. Більшість часу, проведеного у складі «Хімнасія і Есгріма», був основним гравцем захисту команди.
На початку 2002 року захисник був куплений італійською «Ромою» за 5 мільйонів євро. Але він не зміг закріпитися в основі команди і, зігравши лише 6 матчів у Серії А, був відданий в оренду в «Сієну», де провів непоганий сезон 2003/04. По закінченні оренди аргентинець повернувся назад у столичний клуб. За два наступні сезони Леандро зіграв 61 матч у Серії А і забив 1 гол, а в 2004 році визнаний кращим захисником чемпіонату Італії.
У 2006 році аргентинський захисник перейшов у французьке «Монако» відразу ж на основну роль в оборонних порядках, зігравши два з половиною сезони. У січні 2009 року аргентинець на правах оренди перейшов у «Герту». Покинути «Монако» Леандро мусив через проблеми з паспортом: аргентинець отримав італійський паспорт сім років тому, коли виступав за «Рому». Однак згодом влада країни виявила, що йому видали паспорт з помилкою, і документ визнали недійсним, через що Куфре позбувався громадянства Євросоюзу, в той час як квота «Монако» на футболістів з країн, які не є членами ЄС, уже була вичерпана.. У складі берлінського клубу Леандро встиг провести лише 5 матчів, оскільки в грі 29-го туру Бундесліги проти «Гоффенгайма» отримав травму хрестоподібних зв'язок і вибув до кінця сезону.
Влітку 2009 року аргентинець два тижні провів у своєму колишньому клубі «Хімнасія і Есгріма», але залишив його через конфлікт з тренером Леонардо Маделоном. У серпні 2009 року футболіст перейшов в загребське «Динамо». У грудні 2011 року він покинув команду в статусі вільного агента, вигравши за цей час два хорватських чемпіонати і один національний кубок
У той же день 7 грудня 2011 року приєднався до мексиканського «Атласа», де також був основним гравцем. У червні 2014 року він перейшов у «Леонес Негрос», однак 8 червня наступного року оголосив про свій відхід з футболу, щоб приділяти більше часу своїй родині.

## Виступи за збірні
1997 року залучався до складу молодіжної збірної Аргентини, вигравши з нею того року молодіжний чемпіонат Південної Америки в Чилі та молодіжний чемпіонат світу в Малайзії. На молодіжному рівні зіграв у 5 офіційних матчах.
2000 року дебютував в офіційних матчах у складі національної збірної Аргентини.
У складі збірної був учасником чемпіонату світу 2006 року у Німеччині. 7 червня 2006 року, перебуваючи в тренувальному таборі з командою, він дістав звістку про смерть свого батька, проте вирішив залишитись з командою. ФІФА присвятила хвилину мовчання перед грою відкриття чемпіонату світу 2006 в пам'ять батьків Освальдо Санчеса і Куфре. На самому турнірі Леандро зіграв лише в одній грі проти Нідерландів (0:0), а найбільше запам'ятався тим, що отримав червону картку після закінчення чвертьфінального матчу проти збірної Німеччини, в якому сам не брав участі. Тим самим, він став першим гравцем, що відзначилися на чемпіонатах світу подібним чином. За цей вчинок Леандро був оштрафований на 10 000 франків і отримав чотириматчеву дискваліфікацію.
Всього протягом кар'єри у національній команді провів у формі головної команди країни лише 4 матчі.

## Кар'єра тренера
Розпочав тренерську кар'єру невдовзі по завершенні кар'єри гравця, 2016 року, увійшовши до тренерського штабу клубу «Крус Асуль». Згодом у 2018 році був помічником головного тренера в іншій мексиканській команді, «Сантос Лагуна», а протягом 2019—2020 років очолював тренерський штаб «Атласа».
| Дата       | Місто              | Господарі | Результат | Гості      | Турнір             | Голи | Примітки |
| ---------- | ------------------ | --------- | --------- | ---------- | ------------------ | ---- | -------- |
| 20-12-2000 | Лос-Анджелес       | Аргентина | 2 – 0     | Мексика    | товариський матч   | -    | 75'      |
| 26-3-2005  | Ла-Пас             | Болівія   | 1 – 2     | Аргентина  | Відбір до ЧС 2006  | -    |          |
| 30-5-2006  | Салерно            | Аргентина | 2 – 0     | Ангола     | товариський матч   | -    | 82'      |
| 21-6-2006  | Франкфурт-на-Майні | Аргентина | 0 – 0     | Нідерланди | ЧС 2006 - 1-й етап | -    |          |
| Усього     |                    | Матчів    | 4         |            | Голів              | 0    |          |

## Досягнення
- Чемпіон Хорватії:

«Динамо» (Загреб): 2009-10, 2010-11
- Володар Кубка Хорватії:

«Динамо» (Загреб): 2010-11
- Чемпіон світу (U-20): 1997
- Чемпіон Південної Америки (U-20): 1997